# Chelonus aelleniae
Chelonus aelleniae är en stekelart som först beskrevs av Vladimir Ivanovich Tobias 1997.  Chelonus aelleniae ingår i släktet Chelonus och familjen bracksteklar. Inga underarter finns listade i Catalogue of Life.